# Sojus 29

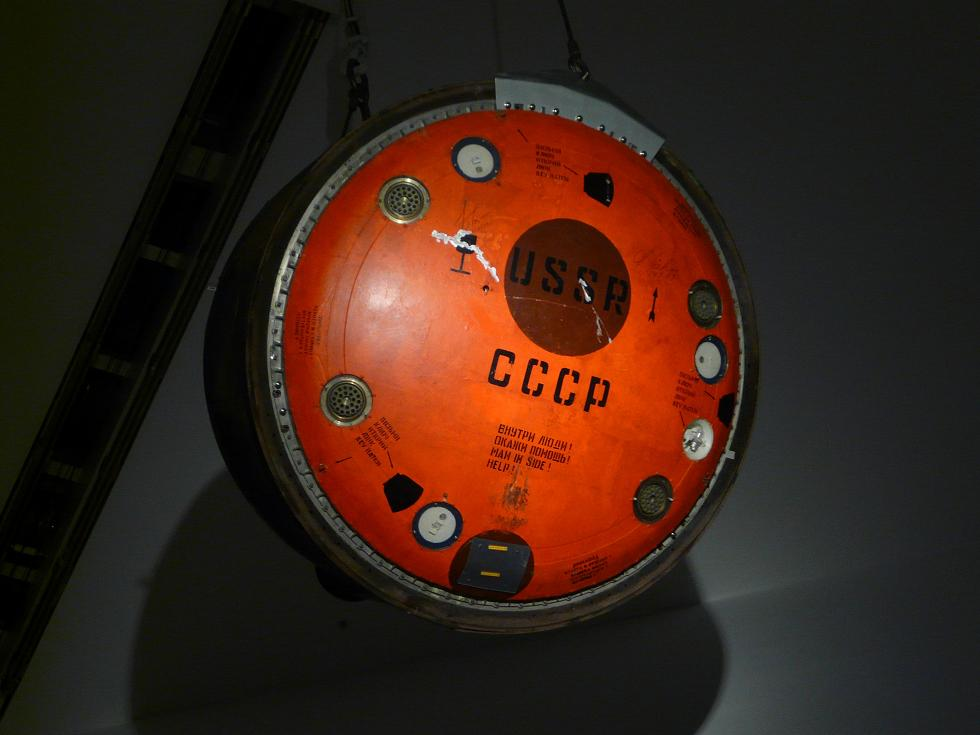
Landekapsel von Sojus-29 im Militärhistorischen Museum in Dresden

Sojus 29 ist die Missionsbezeichnung für den am 15. Juni 1978 gestarteten Flug eines sowjetischen Sojus-Raumschiffs zur sowjetischen Raumstation Saljut 6. Es war der vierte Besuch eines Sojusraumschiffs bei dieser Raumstation und der 48. Flug im sowjetischen Sojusprogramm, da nach Sojus 28 ein unbemanntes Sojus-T-Raumschiff unter der Bezeichnung Kosmos 1001 gestartet war. Sojus 29 brachte die zweite Stammbesatzung Saljut 6 EO-2 zur Raumstation und wurde von der vierten Besuchsmannschaft Saljut 6 EP-4 zur Erde zurückgebracht.

## Besatzung

### Startbesatzung
- Wladimir Wassiljewitsch Kowaljonok (2. Raumflug), Kommandant
- Alexander Sergejewitsch Iwantschenkow (1. Raumflug), Bordingenieur

Kowaljonok und Iwantschenkow waren zuvor zusammen schon die Ersatzmannschaft für Sojus 26 und Sojus 27.

### Ersatzbesatzung
- Wladimir Afanassjewitsch Ljachow, Kommandant
- Waleri Wiktorowitsch Rjumin, Bordingenieur

Die Unterstützungsmannschaft bestand aus Leonid Popow und Walentin Lebedew.

### Rückkehrbesatzung (gestartet mit Sojus 31)
- Waleri Fjodorowitsch Bykowski (3. Raumflug), Kommandant
- Sigmund Jähn (1. Raumflug), Forschungskosmonaut ( DDR), der erste Deutsche im All

## Missionsüberblick
Kowaljonok und Iwantschenkow bildeten die zweite Stammbesatzung (Saljut 6 EO-2) der Saljut-6-Station. Bei ihrer Ankunft befand sich die Station in einem Orbit mit einem Perigäum von 338 km und einem Apogäum von 368 km. Beim Betreten der Raumstation lag die Temperatur in der Station bei 20 °C, der Luftdruck betrug 750 mbar. Während ihres Aufenthaltes erhielten sie Besuch von mehreren Interkosmos-Besatzungen.
Nach knapp drei Monaten im All wurde das Raumschiff von Bykowski und Jähn gegen Sojus 31 ausgetauscht. Eine unerwartet harte Landung der Rückkehrkapsel von Sojus 29 führte bei Jähn zu bleibenden Wirbelsäulenschäden. Da der Fallschirm sich nicht von der Landekapsel löste, wurde sie durch die Steppe geschleift.
Die Rückkehrkapsel wurde im Deutschen Museum in München als Leihgabe des Militärhistorischen Museums der Bundeswehr ausgestellt. Nach einer Restaurierung ist die Kapsel seit 2011 im Libeskind-Keil des Militärhistorischen Museums der Bundeswehr in Dresden ausgestellt.